# Boulma
Boulma est une localité située dans le département de Yako de la province du Passoré dans la région Nord au Burkina Faso.

## Géographie
Boulma se trouve à 11 km à l'est du centre de Yako, le chef-lieu de la province, et à 7 km au nord-est de Pélegtenga et de la route nationale 2.

## Santé et éducation
Le centre de soins le plus proche de Boulma est le centre de santé et de promotion sociale (CSPS) de Pélegtenga tandis que le centre médical avec antenne chirurgicale (CMA) se trouve à Yako.
Boulma possède un centre d'alphabétisation pour les femmes et, depuis 2014, une bibliothèque municipale créée et dénommée « Joie de lire » avec l'aide de l'association « Libère ton génie pour l'Afrique ».